# Allogaster
Allogaster es un género de coleópteros polífagos crisomeloideos perteneciente a la tribu Achrysonini en la familia Cerambycidae.

## Especies
Comprende las siguientes especies:
- Allogaster aethiopicus Adlbauer, 1999
- Allogaster bicolor Duffy, 1952
- Allogaster drumonti Adlbauer, 2010
- Allogaster geniculatus Thomson, 1864
- Allogaster niger Jordan, 1894
- Allogaster nigripennis Aurivillius, 1915
- Allogaster unicolor Gahan, 1890